# Dicranomyia (Erostrata) globithorax globulithorax
Dicranomyia (Erostrata) globithorax globulithorax is een ondersoort van de tweevleugelige Dicranomyia (Erostrata) globithorax uit de familie steltmuggen (Limoniidae). De ondersoort komt voor in het Palearctisch gebied.